# Prosenická Lhota
Prosenická Lhota es una localidad del distrito de Příbram en la región de Bohemia Central, República Checa, con una población estimada a principio del año 2018 de 482 habitantes. 
Se encuentra ubicada al suroeste de la región y de Praga, cerca del río Litavka —un afluente derecho del río Berounka que, a su vez, es afluente izquierdo del Moldava— y de la frontera con las regiones de Pilsen y Bohemia Meridional.